# Associação pelo Documentário
Associação pelo Documentário (Apordoc) é uma associação cultural portuguesa sem fins lucrativos, cujo objectivo é contribuir para a criação e desenvolvimento de uma cultura do cinema documental. Organiza anualmente o DocLisboa.

## Reconhecimento
Considerada pela UNESCO como a principal associação de produção de cinema documental de Portugal, assinou um protocolo com esta em 2017, que visou a criação do Clube UNESCO de Cinema Documental - APORDOC. 